# Gammarotettix bilobatus
Gammarotettix bilobatus är en insektsart som först beskrevs av Thomas, C. 1872.  Gammarotettix bilobatus ingår i släktet Gammarotettix och familjen grottvårtbitare. Inga underarter finns listade i Catalogue of Life.